# Hrabstwo Bent

Piramida wieku hrabstwa

Hrabstwo Bent (ang. Bent County) – hrabstwo w stanie Kolorado w Stanach Zjednoczonych. Hrabstwo zajmuje powierzchnię 3991,48 km². Według szacunków United States Census Bureau w roku 2006 liczyło 5551 mieszkańców. Siedzibą administracyjną hrabstwa jest Las Animas.

## Miasta
- Las Animas
- Hasty (CDP)